# Islamisk kreationism
Islamisk kreationism är den islamska religiösa uppfattningen att Gud skapade människan, livet och universum på det sätt som beskrivs i Koranen, och att människan inte har utvecklats från tidigare djurarter. Uppfattning är således ett ställningstagande mot delar av Darwins evolutionsteori. Begreppet är emellertid nytt, då begreppet "kreationism" inte används i traditionell islamisk undervisning. 
Få studier finns, men den statistik som ändå existerar visar att evolutionsteorin har nästan samma stöd bland USA:s muslimer som bland övriga befolkningen, men avsevärt svagare stöd i de flesta islamiska länder än i kristna länder, med något undantag. Se nedan. För många muslimer, särskilt med liberal tro, finns det inte någon konflikt mellan tro och vetenskap, utan man anammar teistisk evolution, att Allah indirekt skapade människan genom att utforma naturlagar som leder till evolution. En växande och inflytelserik kreationistisk rörelse har emellertid uppstått på senare år, bland annat i Turkiet.

## Förekomst bland muslimer
Enligt en undersökning 2009 tror 45 % av USA:s muslimer att evolutionsteorin är den bästa förklaringen till människans ursprung på jorden, att jämföra med 48 % av den totala amerikanska befolkningen. Evolutionsteorin har således högre tilltro bland USA:s muslimer som grupp än bland evangelikala (motsvarande flera svenska frikyrkor), mormoner och i synnerhet Jehovas vittnen, men lägre än bland katoliker, protestantiska huvudinriktningar, och i synnerhet bland judar, hinduer och buddhister.
Mycket lite är känt om allmänhetens uppfattning om evolutionsteorin i muslimska länder. En studie av religiösa mönster i några länder, genomförd mellan 1996 och 2003, fann att endast 8 % av egyptierna, 11 % av malaysierna, 14 % av pakistanierna, 16 % av indoneserna och 22 % av turkarna, men så mycket som 37 % av kazakstanierna, anser att Darwins teori troligen eller helt säkert är sann. Endast 28 % av kazakerna trodde att evolutionen troligen eller helt säkert är falsk. Den höga tilltron till evolutionsteorin i Kazakstan kan bero på att det är en före detta Sovjetrepublik, där ateism främjades politiskt. En stor andel av de tillfrågade svarade dock att de aldrig hade reflekterat över frågan. En undersökning från 2006 redovisar att omkring 25 % av turkiska vuxna anser att människan utvecklades från tidigare djurarter. 
Detta kan jämföras med att år 2006 ifrågasatte cirka 23 % av svenskarna evolutionen (14 % är traditionella kreationister, 9 % tror på intelligent design, 73 % tror fullt ut på evolutionsteorin och 4 % saknar uppfattning). 40 % av amerikanska vuxna tror att evolutionsteorin är falsk.

## Idehistorisk bakgrund
Debatten mellan förespråkare för evolutionsteori och kreationism har tidvis varit stor i västvärlden sedan mitten av 1800-talet, men nådde inte den muslimska världen förrän i mitten av 1900-talet, då evolutionsteorin inkluderades i läroplaner i många muslimska länder på initiativ av sekulära regimer.
Idéer som liknar evolutionsteorin har emellertid funnits i den muslimska världen ända sedan de uttrycktes av den afro-arabiska biologen Al-Jahiz (omkring 776-869), som först beskrev kampen för tillvaron, en idé som är föregångare till det naturliga urvalet. Fler medeltida muslimska filosofer och biologer har senare uttryckt liknande idéer, bland annat Ibn Miskawayh, the Brethren of Purity, Abu Rayhan Biruni, Nasir al-Din Tusi and Ibn Khaldun.
I Turkiet har Nurculuk-rörelsen, som leds av Said Nursi agiterat mot evolutionen sedan det sena 1970-talet. För tillfället är dess främsta företrädare skribenten Harun Yahya (en pseudonym för Adnan Oktar) som använder internet för att sprida sina idéer. Hans organisation BAV (Bilim Araştırma Vakfı) organiserar konferenser tillsammans med ledande amerikanska kreationister. En annan ledande turkisk förespråkare av islamsk kreationism är Fethullah Gülen. Direktören för Gülens Journalists and Writers Foundation har varit aktiv i detta sammanhang.

## Koranen
Till följd av att det saknas en detaljerad beskrivning av skapelsen i Koranen, betonas andra aspekter än en bokstavlig skapelseberättelse i den islamska debatten. Ett viktigt koncept är idén att det inte finns något sådant som en slumpmässig händelse, och att allt som händer är en följd av Guds vilja. Därför befinner sig läran hos de islamska kreationisterna närmare intelligent design än Young-Earth-kreationism.
Följande koranverser lyfts fram som viktiga utgångspunkter för islams syn på hur Gud skapade världen: 
| ”                                                | Också natten och dagen är Hans verk, liksom solen och månen, som rör sig var och en i sitt kretslopp. | „ |
| – Koranen 21:33 (översättning av M.K. Bernström) | |   |

| ”                                                | Vi har byggt världsalltet och gett det en fast struktur, och för visso är det vi som utvidgar den. | „ |
| – Koranen 51:47 (översättning av M.K. Bernström) | |   |

Ordet himlen har i Koranen ofta innebörden universum eller "världsalltet". Pluralformen (himlarna) skulle på samma sätt kunna beteckna flera kosmiska system eller stjärnsystem. De muslimska kreationisterna hävdar därmed att den moderna uppfattningen, att universum är begränsat i sin utsträckning och ständigt expanderar, finns skrivet i denna vers i Koranen..         
| ”                                                | Inser de inte, de som vill förneka sanningen, att himlarna och jorden [en gång] utgjorde en enda sammanhållen massa och att vi skilde dem åt? Och [vet de inte] att vi låtit allt liv uppstå av vatten? Har de då ingen tro? | „ |
| – Koranen 21:30 (översättning av M.K. Bernström) | |   |

Med hänvisning till versen om världsalltet (himlarna och jorden) så förebådas, enligt vissa muslimska kreationister, den nutida astrofysiska teorin om universums bildande genom teorin om den sammanhållna enheten. Det vill säga att allt härstammar ur ett enda grundämne, nämligen väte, som i sin förlängning skilts ut undan för undan och bildad nya enheter i form av stjärnor, planeter och satelliter. Förklaringen att Gud "har låtit allt liv uppstå ur vatten" uttrycker enligt de muslimska kreationisterna en av vetenskapen allmän sanning. Vattnet, dvs havet, var den miljö ur vilken all levande materia uppstod. Bland flytande kroppar (vätskor) är vatten det enda som besitter, de för livets uppkomst och utveckling, nödvändiga speciella egenskaperna..  
| ”                                                | Och Gud har skapat alla levande varelser av vatten, bland dem finns de som krälar på sin buk, de som går på två ben och de som går på fyra. Gud skapar vad han vill - Gud har allt i sin makt. | „ |
| – Koranen 24:45 (översättning av M.K. Bernström) | |   |

| ”                                              | MÄNNISKOR! Frukta er Herre som har skapat er av en enda varelse och av denna har skapat dess make och låtit dessa två [föröka sig] och sprida sig [över jorden] i väldiga skaror av män och kvinnor. Frukta Gud, i vars namn ni innerligt och enträget ber varandra [om hjälp], och [visa aktning för] de nära släktskapsbanden. Gud vakar över er. | „ |
| – Koranen 4:1 (översättning av M.K. Bernström) | |   |

Den arabiska beteckningen på levande varelse (dabbah) betecknar alla levande väsen med yttre form, utrustade med autonom rörelseförmåga. I sin vidare benämning omfattar det därför hela djurvärlden, inklusive människan.Därmed förnekas inte alla delar av de evolutionära processerna av de muslimska kreationisterna. Källan till den stora variationen i den biologiska världen, där de nu förekommande arterna alla är besläktade, har alltså enligt de muslimska kreationisterna ett gemensamt ursprung, dvs skapats av vatten.